# Castello di San Giuseppe
Il Castello di San Giuseppe è un antico castello situato presso Chiaverano in Piemonte.

## Storia
Il sito ha avuto una notevole importanza storica quale punto di osservazione militare - dalla sommità del monte Albagna che prospetta sul lago Sirio - già per gli antichi romani impegnati nella guerra contro i Salassi.
Nel 1640, Tomaso Barberio da Guarene, veterano delle milizie sabaude, si ritirò in eremitaggio sul monte dove attualmente sorge il castello. In questo luogo edificò una cappella dedicata a San Giuseppe, ispirandosi a un preesistente pilone votivo. Nel aprile del 1661, il vescovo di Ivrea autorizzò la fondazione di una confraternita, che in breve tempo accolse 150 frati. Il romitorio fu inizialmente affidato ai Teresiani e successivamente ai Carmelitani, i quali ottennero dalla Santa Sede il permesso di costruire un convento, che divenne noto come il Convento di San Giuseppe.
 
Il sito divenne per lungo tempo uno dei santuari più frequentati della regione.
Trasformato in fortificazione in età napoleonica, divenne in seguito dimora signorile diventando luogo di ritrovo per artisti e letterati quali Arrigo Boito, Eleonora Duse e Giuseppe Giacosa, nativo della vicina Colleretto Parella oggi Colleretto Giacosa.

## Galleria d'immagini

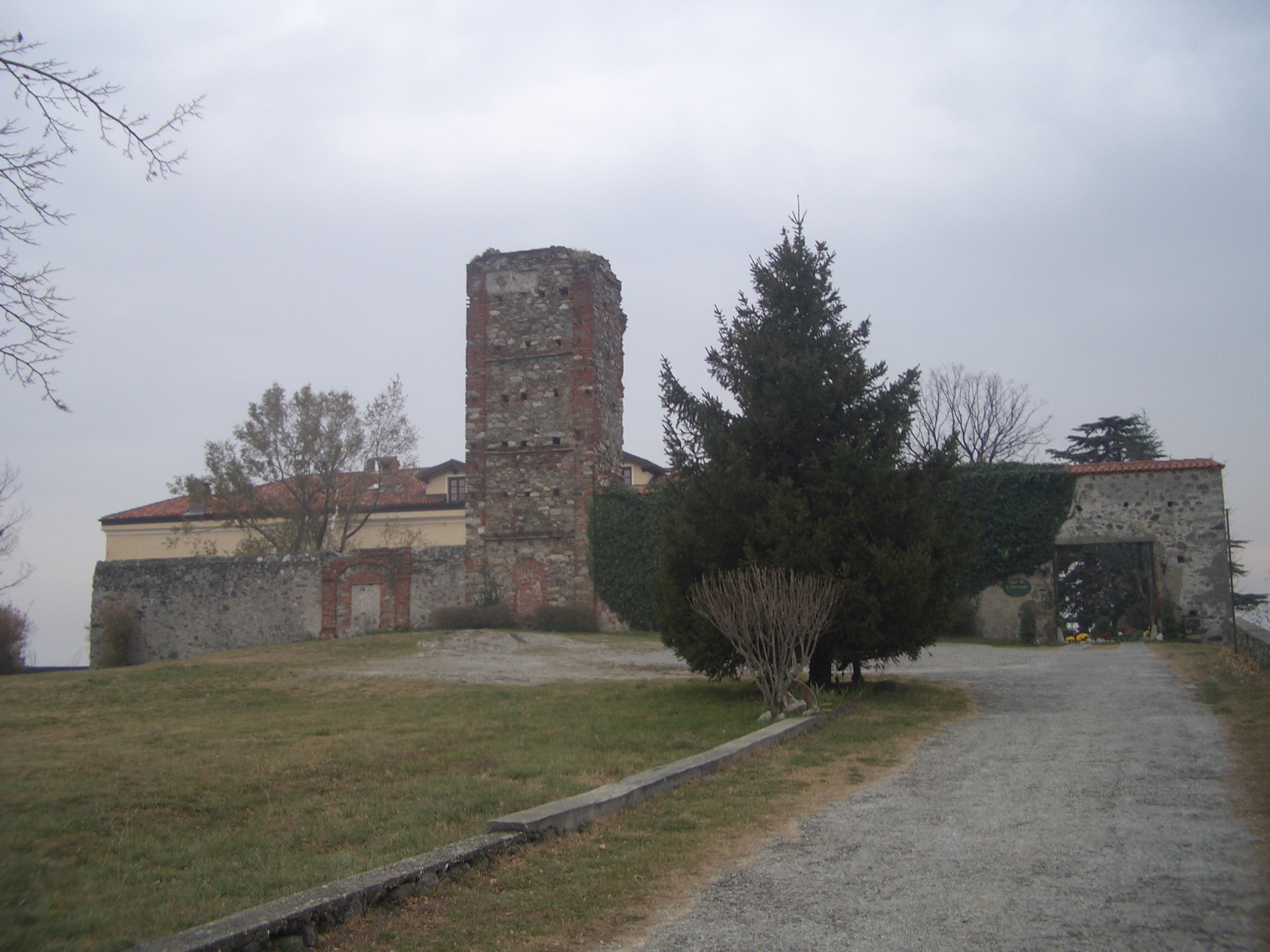
Veduta
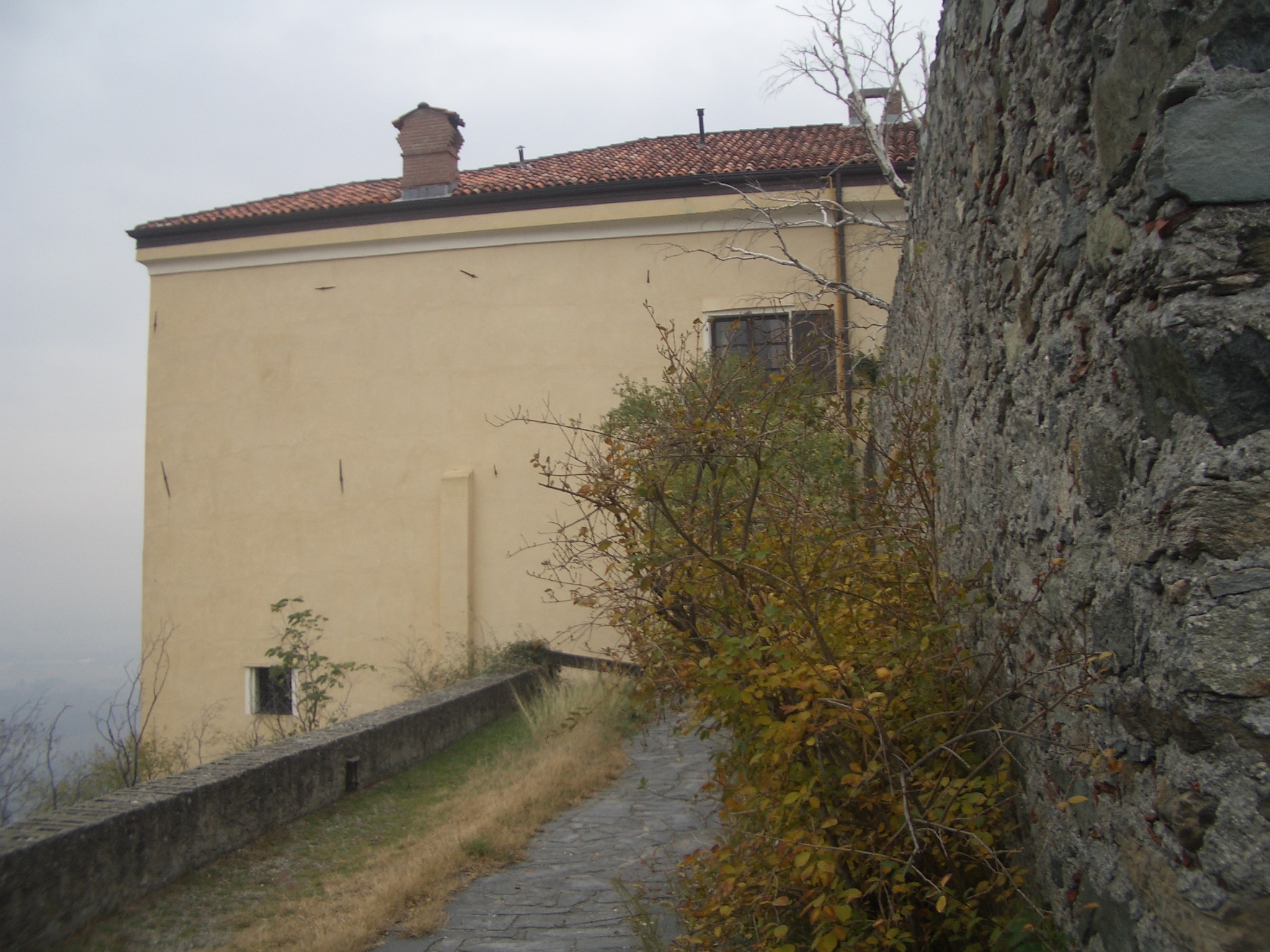
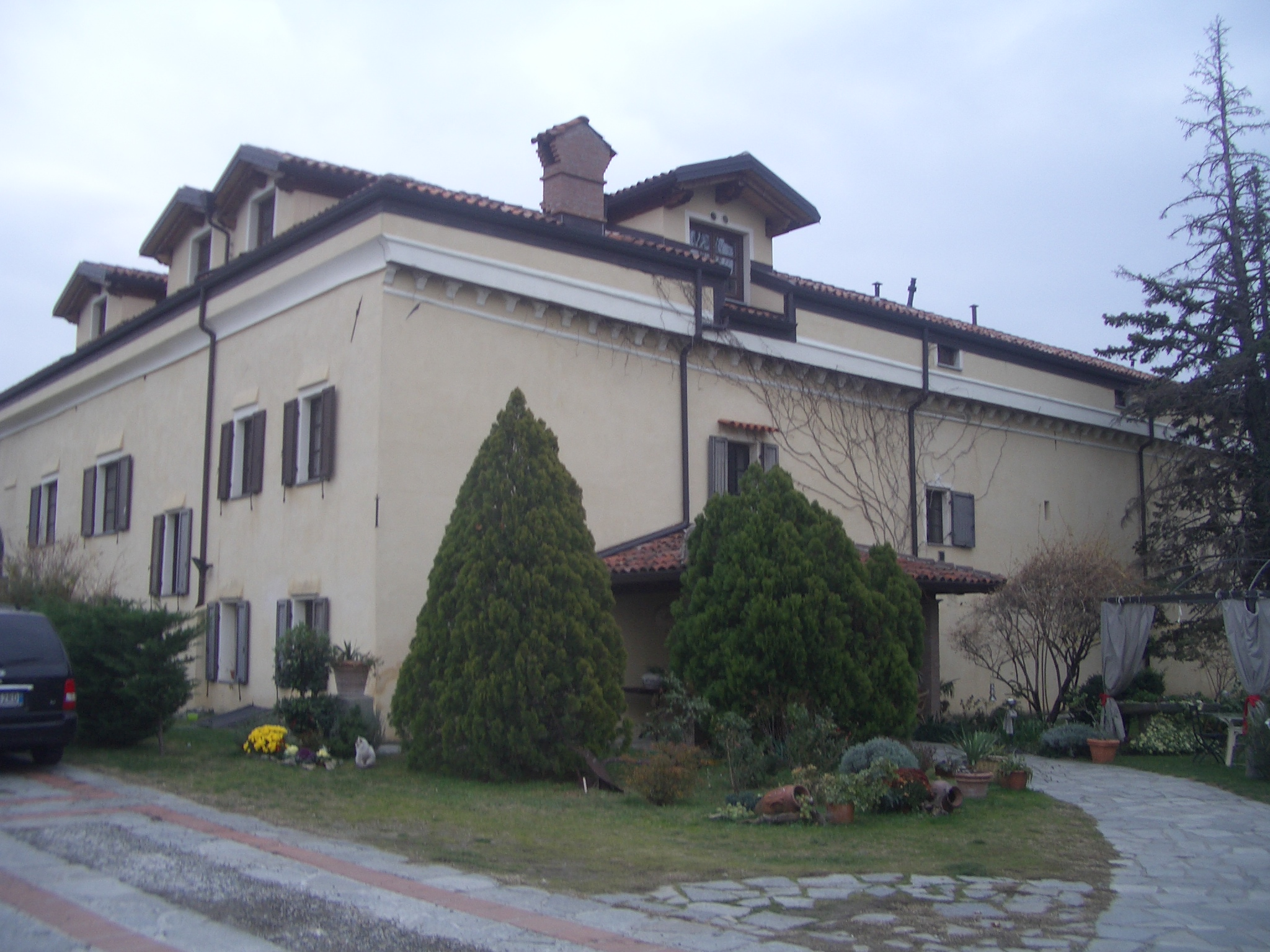